# New York virus
New York virus (англ.) — вирус из рода ортохантавирусов (Orthohantavirus). Является причиной хантавирусного кардиопульмонального синдрома и распространён в северо-западной части Северной Америки. Получил своё название в честь штата Нью-Йорк.

## История изучения
В 1995 году на северо-западе США было зафиксировано несколько случаев смерти от хантавирусного кардиопульмонального синдрома, в связи с чем был начат массовый отлов грызунов для выяснения источника заболевания. Тогда же в городе Шелтер Айленд был пойман белоногий хомячок в тканях которого обнаружили РНК хантавируса. Вначале его приняли за разновидность вируса Син Номбре, но последующее изучение генома показало, что это новый, до сих пор неизвестный вирус.
Предположительно, New York hantavirus и вирус Син Номбре происходят от одного «родственника» и развивались в разных видах грызунов, чем и обусловлено их генетическое различие. Данный вывод был сформулирован без доказательной базы и в ближайшее время планируется проводить дальнейший анализ и исследование данного вируса.
В 2016 году название вида изменено, как и у других Bunyavirales.

## Переносчик
Естественным резервуаром для вируса являются белоногие хомячки (Peromyscus leucopus).